# Agata Barwińska
Agata Barwińska (Iława, 27 de julio de 1995) es una deportista polaca que compite en vela en la clase Laser Radial.
Ganó dos medallas de plata en el Campeonato Mundial de Laser Radial, en los años 2021 y 2025, y cuatro medallas en el Campeonato Europeo de Laser Radial entre los años 2020 y 2025.

## Palmarés internacional
| \| Campeonato Mundial \| Campeonato Mundial \| Campeonato Mundial \| Campeonato Mundial \| \| Año \| Lugar \| Medalla \| Clase \| \| ------------------ \| ------------------ \| ------------------ \| ------------------ \| \| 2021 \| Al Musanah (Omán) \| Medalla de plata \| Laser Radial \| \| 2025 \| Qingdao (China) \| Medalla de plata \| Laser Radial \| \| Campeonato Europeo \| \| \| \| \| Año \| Lugar \| Medalla \| Clase \| \| 2020 \| Gdansk (Polonia) \| Medalla de bronce \| Laser Radial \| \| 2021 \| Varna (Bulgaria) \| Medalla de oro \| Laser Radial \| \| 2022 \| Hyères (Francia) \| Medalla de oro \| Laser Radial \| \| 2025 \| Marstrand (Suecia) \| Medalla de plata \| Laser Radial \| |                    |                   |              |
| Campeonato Mundial |                    |                   |              |
| Año | Lugar              | Medalla           | Clase        |
| 2021 | Al Musanah (Omán)  | Medalla de plata  | Laser Radial |
| 2025 | Qingdao (China)    | Medalla de plata  | Laser Radial |
| Campeonato Europeo |                    |                   |              |
| Año | Lugar              | Medalla           | Clase        |
| 2020 | Gdansk (Polonia)   | Medalla de bronce | Laser Radial |
| 2021 | Varna (Bulgaria)   | Medalla de oro    | Laser Radial |
| 2022 | Hyères (Francia)   | Medalla de oro    | Laser Radial |
| 2025 | Marstrand (Suecia) | Medalla de plata  | Laser Radial |